# Entrevernes

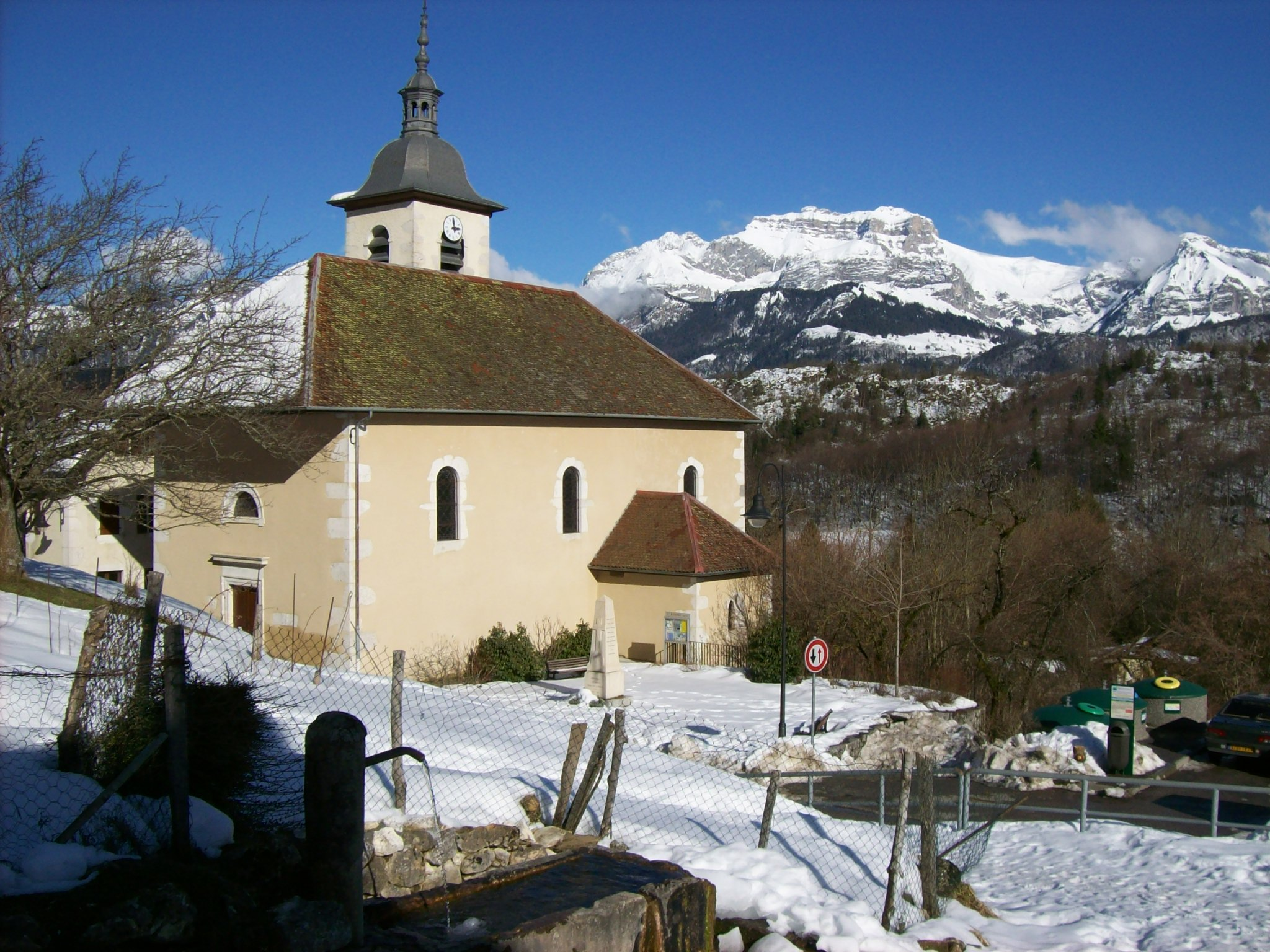
Kościół (2010)

Entrevernes – miejscowość i gmina we Francji, w regionie Owernia-Rodan-Alpy, w departamencie Górna Sabaudia.
Według danych na rok 1990 gminę zamieszkiwało 179 osób, a gęstość zaludnienia wynosiła 22 osób/km² (wśród 2880 gmin regionu Rodan-Alpy Entrevernes plasuje się na 1447. miejscu pod względem liczby ludności, natomiast pod względem powierzchni na miejscu 1267.).